# Geoparque
Un geoparque es un territorio que cuenta con una red de lugares de importancia geológica así como con sitios de importancia etnográfica, ecológica, cultural o especial.

## Generalidades
En 1980 se tomó la decisión de crear el primer geoparque en la URSS (debía crearse en la margen izquierda del río Moscova en Moscú y pasar a formar parte del Museo de Geología).
En 1999, en la reunión 156° de la UNESCO, se propone  de manera formal ante este organismo internacional la creación de un Programa de Geoparques y se establece lo siguiente:

• Un Geoparque será un área dedicada a resaltar las características geológicas que destaquen por su significado, rareza o belleza, y que sean representativas de la historia geológica de un área particular;
• Un Geoparque, además de las posibilidades de realizar investigación científica y educación ambiental, debe tener un alto potencial para el desarrollo local sustentable, debe generar empleos y nuevas actividades económicas ligadas al tema específico del Geoparque, y
• Todo Geoparque que someta su candidatura ante la UNESCO, deberá presentar un plan de manejo y gestión bajo un contexto de desarrollo sustentable.

Sin embargo en 2001, en la 161 sesión del Comité Ejecutivo de la UNESCO se decidió "no perseguir el desarrollo de un programa geoparques de la UNESCO, sino apoyar esfuerzos ad hoc con estados miembros individuales según sea apropiado".
Por tanto, para buscar cuando surge realmente la iniciativa geoparques hay que remontarse a junio del año 2000, cuando se crea la «Red Europea de Geoparques» con cuatro espacios naturales:
- Reserva geológica de Alta Provenza, Francia
- Museo de Historia Natural del Bosque Petrificado de Lesbos, Grecia
- Geoparque Vulkaneifel, Alemania
- Parque Cultural del Maestrazgo, España

El 20 de abril de 2001 se firma en Almería el convenio de cooperación entre la Red de Geoparques Europeos y la División de Ciencias de la Tierra de UNESCO por la cual UNESCO concedió su apoyo a la Red.
En febrero de 2004, en una reunión de expertos internacionales en conservación y promoción del patrimonio geológico celebrada en las oficinas de la UNESCO de París, se crea la Red Global de Geoparques y también se llegó más allá con la firma de un acuerdo por el cual la Red de Geoparques Europeos pasa a ser el órgano que regula el ingreso a la Red Global de Geoparques.
Según la Red de Geoparques Europeos:

Un Geoparque Europeo es un territorio que incluye un patrimonio geológico particular y una estrategia de desarrollo territorial sostenible apoyada en un programa europeo de promoción del desarrollo. Debe tener límites bien definidos y extensión para un verdadero desarrollo económico. Un Geoparque Europeo debe contener lugares geológicos de importancia en términos de su valor científico, rareza, valor estético o educativo. La mayoría de lugares relevantes del territorio de un Geoparque Europeo deben formar parte de su patrimonio geológico, aunque también pueden tener un interés arqueológico, ecológico, histórico o cultural. (Carta de principios de la Red de Geoparques Europeos).

## Red global de Geoparques
La Red global de geoparques, bajo los auspicios de la Unesco,  está formada por 169 territorios localizados en 44 países, la mayoría de los cuales se sitúan en Europa y Asia, en septiembre de 2021.

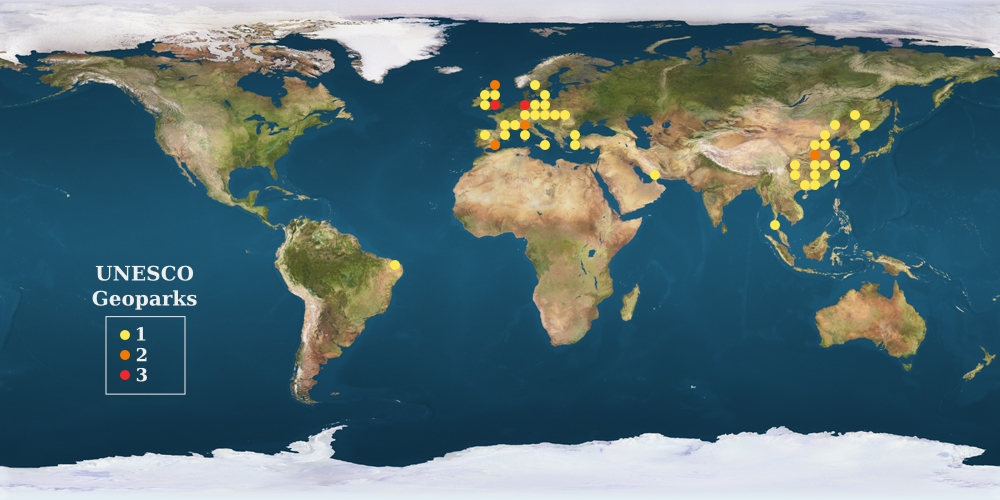
Red internacional de geoparques.

En un geoparque se demuestran los métodos para la conservación del patrimonio geológico así como también se desarrollan métodos para la enseñanza de disciplinas geocientíficas y aspectos medioambientales más amplios.
Dicho territorio forma parte de una red global, en la cual, se comparten las mejores prácticas relacionadas con la conservación del patrimonio geológico y su integración a las estrategias de desarrollo sostenible.
El programa Geoparque formulado por primera vez en 1999 Unesco y creado finalmente en 2004  representa una nueva alternativa para el reconocimiento de áreas que poseen algún valor de tipo geológico así como de tipo ecológico en general.

### Red de Geoparques Europeos
En septiembre de 2021 la Red se compone de 88 miembros distribuidos por 26 países Europeos
Bajo el nombre de geoparque europeo se designa un territorio, de límites bien definidos, con unas características concretas:
- Patrimonio geológico particular.
- Una estrategia de desarrollo económico sostenible.

### Geoparques en España y Portugal
- Geoparque Maestrazgo.

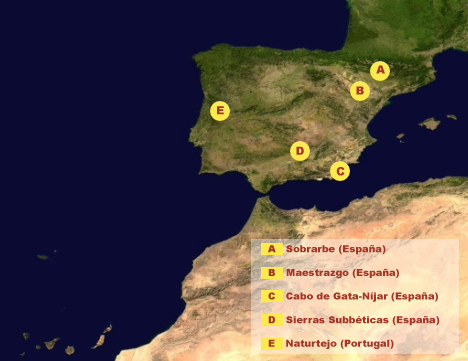
Geoparques en España y Portugal. Esta figura necesita actualización. Véase:

- Parque natural del Cabo de Gata-Níjar
- Parque natural de las Sierras Subbéticas
- Geoparque de Sobrarbe
- Geoparque de la Costa Vasca
- Parque natural de la Sierra Norte de Sevilla
- Geoparque Villuercas-Ibores-Jara
- Geoparque de Cataluña Central
- Geoparque de la Comarca de Molina y Alto Tajo
- Geoparque de la isla de El Hierro
- Geoparque de Lanzarote y Archipiélago Chinijo.[10]
- Geoparque Las Loras
- Geoparque Conca de Tremp-Montsec
- Geoparque Montañas do Courel
- Geoparque de Granada

En Portugal están:
- Geoparque Naturtejo de la Meseta Meridional, en la parte central interior del país, con paisajes típicos de meseta meridional.
- Geoparque Arouca, al norte de Portugal.
- Geoparque de las Azores.
- Geoparque Global Terras de Cavaleiros, al noreste de Portugal. Se corresponde con el área del municipio de Macedo de Cavaleiros.
- Geoparque de Estrela, en la Región Centro de Portugal.[12]

### Red de Geoparques de América Latina y el Caribe (Red GeoLAC)
La Red GeoLAC fue fundada en 2017 por cuatro geoparques distribuidos en tres países (Brasil, México y Uruguay). Para noviembre de 2021, la Red se compone de 8 miembros de  7 países (Mapa: Geoparques Mundiales de la Unesco, 2021).
- Geoparque Aaripe, Brasil.
- Geoparque Kütralkura, Chile.
- Geoparque Imbabura, Ecuador.
- Geoparque Comarca Minera, Hidalgo, México.
- Geoparque Mixteca Alta, Oaxaca, México.
- Geoparque Río Coco, Nicaragua.
- Geoparque Colca y Volcanes de Andagua, Perú.
- Geoparque Grutas del Palacio, Uruguay.

## Patrimonio geológico de los geoparques
Cuando se habla de un patrimonio geológico particular, uno se refiere a un cierto número de lugares de interés geológico que destacan en términos de:
- Interés científico (registro de eventos y procesos geológicos que permite comprender el pasado y ayuda a predecir)
- Singularidad (lugares y elementos geológicos únicos o poco frecuentes)
- Representatividad (lugares y elementos representativos de materiales, estructuras o procesos geológicos)
- Valor estético (belleza, espectacularidad, capacidad de emocionar)
- Valor didáctico (facilidad para explicar y comprender materiales, estructuras o procesos geológicos)

Todo geoparque debe contener elementos del patrimonio geológico, y utilizarlo de forma sostenible junto los elementos de interés arqueológico, ecológico, histórico o cultural para el turismo, la educación y el desarrollo socioeconómico local.

Los geoparques colaboran estrechamente entre sí, de manera que forman una red europea (Red de Geoparques Europeos) que permite que cada territorio se beneficie de medidas conjuntas de protección y gestión del patrimonio geológico.